# اچ‌اس‌بی‌سی بانک آمریکا
اچ‌اس‌بی‌سی بانک آمریکا (انگلیسی: HSBC Bank USA) شرکت خدمات مالی و بانکداری آمریکایی است، که در سال ۱۸۸۵ تأسیس شد.